# Dieter Heinrichs
Dieter Heinrichs (* 29. Januar 1948) ist ein ehemaliger deutscher Fußballspieler.

## Karriere
Heinrichs wechselte 1972 vom Bonner SC zum Bundesligateam von Rot-Weiß Oberhausen. Bei den Kleeblättern gab er sein Debüt in der Saison 1972/73 der Bundesliga, als er am dritten Spieltag beim Auswärtsspiel bei Werder Bremen in der 55. Minute von Trainer Günter Brocker eingewechselt wurde. Zu Spielzeitende landete Heinrichs mit RWO auf dem letzten Tabellenplatz und stieg in die Regionalliga West ab. Heinrichs spielte ein weiteres Jahr in Oberhausen und kam in 30 Regionalligaspielen auf 14 Tore.